# Sophie Germainprimtal
Ett primtal p kallas ett Sophie Germainprimtal om 2p+1 också är ett primtal. De fick betydelse då Sophie Germain bevisade att Fermats stora sats är sann för sådana primtal. Det förmodas att det finns oändligt många Sophie Germainprimtal, men detta har liksom primtalstvillingsförmodan aldrig kunnat bevisas. Det finns 190 Sophie Germainprimtal mindre än 10000:
```
   
2
,    
3
,    
5
,   
11
,   
23
,   
29
,   
41
,   
53
,   
83
,   
89
,  
113
,  
131
,
 
173
,  
179
,  
191
,  
233
,  
239
,  
251
,  
281
,  
293
,  
359
,  
419
,  
431
,  
443
,
 
491
,  
509
,  
593
,  
641
,  
653
,  
659
,  
683
,  
719
,  
743
,  
761
,  
809
,  
911
,
 
953
, 
1013
, 
1019
, 
1031
, 
1049
, 
1103
, 
1223
, 
1229
, 
1289
, 
1409
, 
1439
, 
1451
,

1481
, 
1499
, 
1511
, 
1559
, 
1583
, 
1601
, 
1733
, 
1811
, 
1889
, 
1901
, 
1931
, 
1973
,

2003
, 
2039
, 
2063
, 
2069
, 
2129
, 
2141
, 
2273
, 
2339
, 
2351
, 
2393
, 
2399
, 
2459
, 

1543
, 
2549
, 
2693
, 
2699
, 
2741
, 
2753
, 
2819
, 
2903
, 
2939
, 
2963
, 
2969
, 
3023
,

3299
, 
3329
, 
3359
, 
3389
, 
3413
, 
3449
, 
3491
, 
3539
, 
3593
, 
3623
, 
3761
, 
3779
,

3803
, 
3821
, 
3851
, 
3863
, 
3911
, 
4019
, 
4073
, 
4211
, 
4271
, 
4349
, 
4373
, 
4391
,

4409
, 
4481
, 
4733
, 
4793
, 
4871
, 
4919
, 
4943
, 
5003
, 
5039
, 
5051
, 
5081
, 
5171
,

5231
, 
5279
, 
5303
, 
5333
, 
5399
, 
5441
, 
5501
, 
5639
, 
5711
, 
5741
, 
5849
, 
5903
,

6053
, 
6101
, 
6113
, 
6131
, 
6173
, 
6263
, 
6263
, 
3623
, 
6329
, 
6449
, 
6491
, 
6521
,

6551
, 
6563
, 
6581
, 
6761
, 
6899
, 
6983
, 
7043
, 
7079
, 
7103
, 
7121
, 
7151
, 
7193
,

7211
, 
7349
, 
7433
, 
7541
, 
7643
, 
7649
, 
7691
, 
7823
, 
7841
, 
7883
, 
7901
, 
8069
,

8093
, 
8111
, 
8243
, 
8273
, 
8513
, 
8663
, 
8693
, 
8741
, 
8951
, 
8969
, 
9029
, 
9059
,

9221
, 
9293
, 
9371
, 
9419
, 
9473
, 
9479
, 
9539
, 
9629
, 
9689
, 
9791
```

En heuristisk uppskattning av antalet Sophie Germainprimtal mindre än x är C2 x / (log x)2 där C2 är tvillingprimtalskonstanten, approximativt  0.660161. För x=10,000 ger uppskattningen 413 Sophie Germainprimtal, vilket fortfarande är för oexakt.
En serie {p, 2p+1, 2(2p+1)+1, ...} av Sophie Germainprimtal kallas en cunninghamkedja av första sorten.